# Скульптура купця в Полоцьку

Вигляд спереду

Скульптура купця в Полоцьку — бронзова скульптура у місті Полоцьк, розташована на розі вулиць Гоголя і Скорини біля Будинку торгівлі. Автор — скульптор Олександр Прохоров. За задумом автора купець предстає доброю, але хитруватою людиною, що не випустить своєї вдачі.
Фігура присвячена полоцьким купцям всіх часів, про що говорить напис на постаменті, і встановлена наперододні Дня працівників торгівлі 25 липня 2008 року. Скульптура, вагою 350 кг, відлита на кошти підприємців міста і працівників торгівлі майстрами Мінського скульптурного комбінату, а на своє місце її встановило ВАТ «Обробник-28».
Зразу після відкриття зародився ритуал символічного залучення до майбутнього багатства. Перехожі обов'язкого гладять купця по угодованому животику, дотикаються до гаманця і монети, яку він тримає в руці, а поруч з нею кладуть не великі грошові купюри.